# Торбан, Владимир Александрович
Владимир Александрович Торбан (10 декабря 1932, Москва — 19 августа 2011, Москва) — советский баскетболист, заслуженный мастер спорта СССР (1959). Серебряный призёр Олимпийских игр 1956 года, чемпион Европы 1957 и 1959 годов. Рост — 187 см.

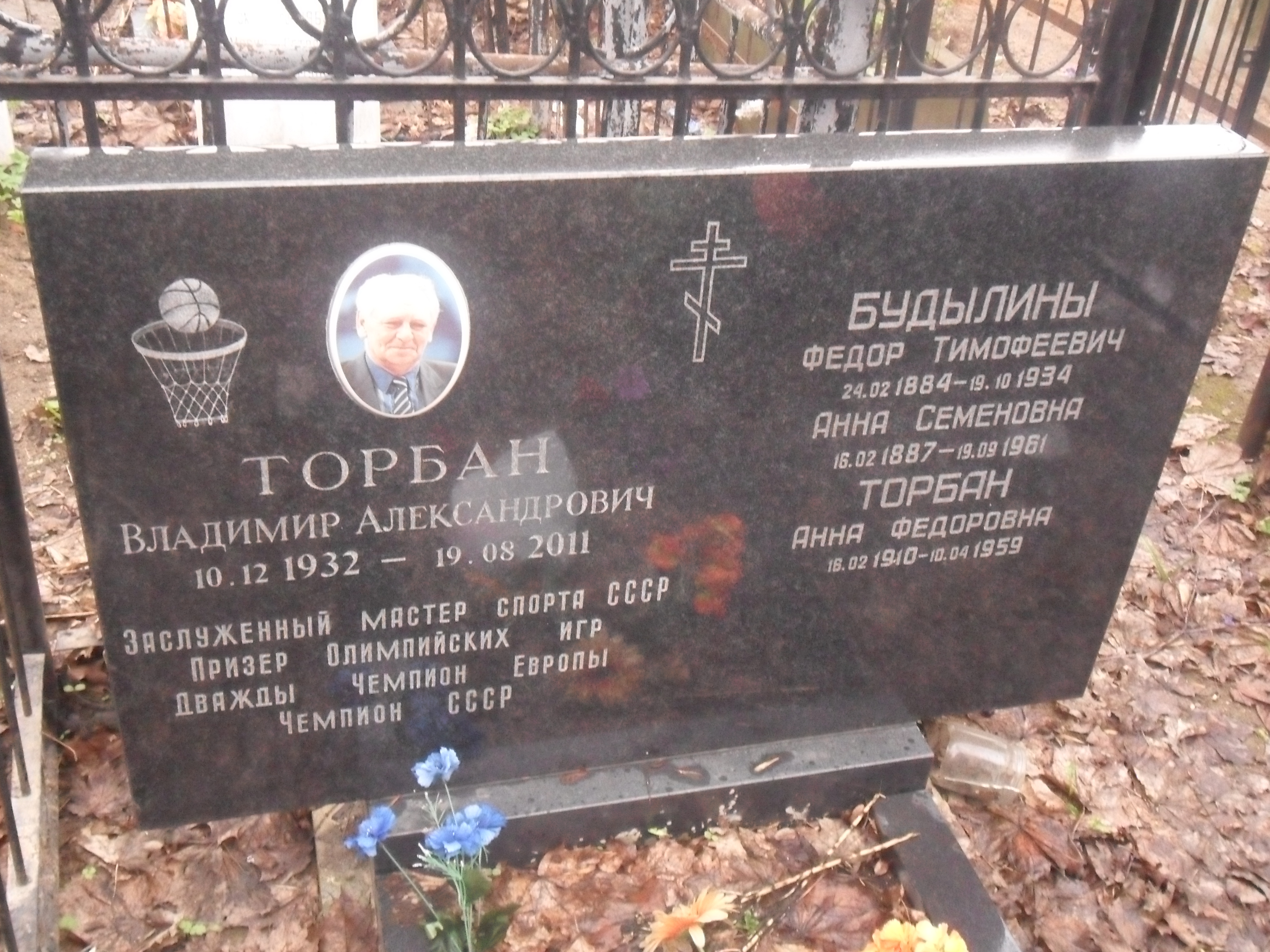
Могила Торбана на Ваганьковском кладбище Москвы.

## Биография
Член общества «Юный Динамовец» с 1944 года. Занимался в секции тенниса у Нины Сергеевны Тепляковой и Нины Николаевны Лео.
С 1953 года по 1960 год выступал за БК «Динамо» (Москва). В 1955 году стал мастером спорта СССР).
С 1955 года входил в состав национальной команды СССР.
Стал серебряным призёром Олимпийских игр 1956 года и дважды (1957, 1959) чемпионом Европы.
В 1955 году был бронзовым призёром Чемпионата Европы.
В 1959 году играл за сборную СССР на чемпионате мира в Чили. Сборная фактически стала Чемпионом Мира, обыграв в финале всех соперников, но за отказ играть с командой Тайваня (по решению ЦК КПСС) была дисквалифицирована. Показал лучший среди всех участников Чемпионата процент попадания с игры — 57 %.
Победитель дружественных спортивных игр в рамках Фестиваля молодежи и студентов в Польше в 1955 году. Победитель Кубка Майрано (Trofeo Mairano) (турнир шести лучших команд Европы, проводившиеся в годы между Чемпионатами Европы в 1956 (признан лучшим игроком команды СССР) и 1958 годах.
Чемпионат СССР:
- 1956 год — Серебряный призёр Чемпионата СССР и Спартакиады народов СССР (в составе сборной команды г. Москвы).
- 1957 год — бронзовый призёр («Динамо» г. Москва).
- 1958 год — бронзовый призёр («Динамо» г. Москва).
- 1959 год — Чемпион СССР и Спартакиады народов СССР (в составе сборной команды г. Москвы).